# Ракета «Гібралтар»
«Ракета „Гібралтар“» — драматична стрічка про день народження головного героя на яке зібралася вся велика родина. Численні онуки дізнаються про бажаний подарунок іменинника та за всяку ціну хочуть здійснити його бажання.

## Сюжет
Наближається 77-річчя Леві Роквелла, його четверо дітей та восьмеро онуків збираються всі разом. Діти бавляться, катаються на велосипеді. Виявляється, що не всі вони приготували подарунок дідусю. Вони вирішують спитати, що ж він хоче. Леві розказав про своє бажання бути похороненим як вікінг: тіло кладуть у човен, а коли він відпливе якомога далі, з берега запускають в нього стрілу, що палає. Блу пропонує втілити мрію дідуся. Всі заповзято, потайки від батьків, починають майструвати човен.
У святковий день після вечері діти виявляють, що дідусь помер. Онуки завертають його в ковдру, викрадають автомобіль та везуть тіло до човна. Батьки починають хвилюватися і кидаються шукати зниклих синів і дочок. Тим часом дітлахи завантажують дідуся у човен і стріляють в нього стрілою, що палає. Батьки приїздять і дивляться на вогонь у воді, поки він зовсім не зникає.

## У ролях
| Актор             | Роль            |
| ----------------- | --------------- |
| Берт Ланкастер    | Леві Роквелл    |
| Сюзі Еміс         | Еггі Роквелл    |
| Патрісія Кларксон | Роуз Блек       |
| Маколей Калкін    | Блу Блек        |
| Анджела Геталс    | Дон Блек        |
| Френсіс Конрой    | Рубі Генсон     |
| Джон Гловер       | Роло Роквелл    |
| Шінейд К'юсак     | Аманда Роквелл  |
| Сара Рю           | Джессіка Генсон |
| Білл Пуллман      | Кроу Блек       |
| Кевін Спейсі      | Двейн Генсон    |

## Створення фільму

### Виробництво
Зйомки фільму проходили в Нью-Йорку, США.

### Знімальна група
- Кінорежисер — Деніел Петрі
- Сценарист — Амос По
- Кінопродюсер — Джеффрі Вайсс
- Композитор — Ендрю Пауелл
- Кінооператор — Йост Вокано
- Кіномонтаж — Мелоді Лондон
- Художник-постановник — Білл Грум
- Художник-декоратор — Бетсі Кломпус
- Підбір акторів — Донна Айзексон, Джон С Лайонс[2].

## Сприйняття
Фільм отримав змішані відгуки. На сайті Rotten Tomatoes оцінка стрічки становить 58 % на основі 1 166 відгуків від глядачів (середня оцінка 3,4/5). Фільму зарахований «розсипаний попкорн» від глядачів, Internet Movie Database — 6,6/10 (1 612 голосів).